# SELENOW
SELENOW (англ. Selenoprotein W) – білок, який кодується однойменним геном, розташованим у людей на короткому плечі 19-ї хромосоми. Довжина поліпептидного ланцюга білка становить 87 амінокислот, а молекулярна маса — 9 448.
| 10         |  | 20         |  | 30         |  | 40         |  | 50         |
| ---------- |  | ---------- |  | ---------- |  | ---------- |  | ---------- |
| MALAVRVVYC |  | GAGYKSKYL  |  | QLKKKLEDEF |  | PGRLDICGEG |  | TPQATGFFEV |
| MVAGKLIHSK |  | KKGDGYVDTE |  | SKFLKLVAAI |  | KAALAQG    |  |            |

A: Аланін

C: Цистеїн

D: Аспарагінова кислота

E: Глутамінова кислота

F: Фенілаланін

G: Гліцин

G: UГліцин

H: Гістидин

I: Ізолейцин

K: Лізин

L: Лейцин

M: Метіонін

P: Пролін

Q: Глутамін

R: Аргінін

S: Серин

T: Треонін

V: Валін

Кодований геном білок за функцією належить до антиоксидантів. 
Локалізований у цитоплазмі.